# Tesfamariam Bedho
Tesfamariam Bedho, né le 12 septembre 1934, à Deroq, et mort le 29 juillet 2002, est un prélat érythréen de l'Église catholique éthiopienne.

## Biographie
Tesfamariam Bedho est né le 12 septembre 1934, à Deroq, dans l'Empire d'Éthiopie, aujourd'hui en Érythrée.
Il est ordonné prêtre, le 19 décembre 1965.
Il est nommé éparque de Keren, le 21 décembre 1995, et reçoit la consécration épiscopale du cardinal Paulos Tzadua, archéparque d'Addis-Abeba, le 4 février 1995.
Il conserve de son ministère jusqu'à sa mort, le 29 juillet 2002.